# 蜈蚣舞 (汕頭)
蜈蚣舞是中国广东省的数种传统节日舞蹈的统称。2008年被承认为国家非物质文化遗产的蜈蚣舞是在潮汕地区汕头市澄海区的蜈蚣舞蹈。在湛江雷州半岛地区的乌石港也有同名舞蹈，但其形式与此有很大区别。

## 历史
澄海蜈蚣舞始创于清代同治至光绪年间，由澄海县西门村人、嵌瓷艺人陈成锦及石文勇联合创作。

## 形式
蜈蚣舞表演的主要道具是一具用竹、藤、布、丝绸等制成的蜈蚣模型。这个蜈蚣模型装饰有镜片，里面悬吊着特制的灯烛。整个模型全长20多米，分为8至13节，可屈可伸。
要表演蜈蚣舞，需要操纵蜈蚣的首、尾各1人，每节1人，放焰火3人，点烛2人，持竹竿揭尾2人，操作珠球1人，共计18到23人左右。表演时一般要三批人换班接替，加上伴奏的潮州大锣鼓乐队。所以整个舞蹈队一般合计有160到170人左右。
表演时，领队以有彩珠的杖领队，舞者操纵模型，模仿蜈蚣习性随之起舞。表演动作有爬行、咬尾、翻肚、吐珠等；蜈蚣模型则有三字形、六字形、八字形、九字形、水波浪、盘四柱、盘梅花等队形变化。蜈蚣的头部还会喷射焰火。舞蜈蚣的舞者都用半蹲姿态表演，并运用到武术的双下堂、丁字马、单弓、双弓、单磕、双磕、观音坐等动作。
乐队用潮州大锣鼓伴奏，常使用“龙摆尾”、“出闸”、“飞凤衔书”、“柳青娘”、“水底鱼”、“白字吹鼓”以及一些民间小调作为伴奏的乐曲。

## 荣誉
- 1925年应汕头市政厅邀请，西门蜈蚣舞舞蹈队在汕头市审判厅前表演，时任东征军总司令的蒋介石观看了演出。
- 1939年3月在香港潮商八邑会馆的邀请下，西门蜈蚣舞舞蹈队赴香港参加英王加冕庆祝活动合共15天，港督亲自为“蜈蚣”点睛并赠送纪念品。
- 1987年广东省欢乐节时在广州东方乐园表演了23场。
- 2000年到新加坡表演，同年获得中国国家文化部第十届“群星奖”广场舞铜奖。[4]